# Maria Muldaur
Maria Muldaur, née Maria Grazia Rosa Domenica D'Amato le 12 septembre 1943 dans le quartier Greenwich Village à New York, est une chanteuse américaine de folk et de blues, connue pour sa chanson Midnight at the Oasis.

## Biographie
Elle débute au début des années 1960 dans Greenwich Village avec Bob Dylan, John Sebastian, David Grisman et Stefan Grossman, dans le groupe Even Dozen Jug Band. Elle chante ensuite avec  Jim Kweskin et le groupe  Jug band. Certains de ces faits sont relatés dans le film documentaire de Martin Scorsese consacré à Bob Dylan, No Direction Home de 2005.
Elle se marie avec Geoff Muldaur, chanteur du groupe Jug Band. Leur coopération a pris fin en 1972 avec leur divorce. Elle commence alors une carrière solo.
En 1973, elle enregistre son succès Midnight at the Oasis. En 1974, elle sort I'm a Woman.
Vers la fin des années 1970, elle est membre du Jerry García Band en tant que choriste.
Plus récemment, Muldaur apparaît sur Super Jam (1989), musique de la série télévisée allemande Villa Fantastica avec Brian Auger au piano, Pete York à la batterie, Dick Morrissey au saxophone, Roy Williams au trombone, Harvey Weston à la basse et Zoot Money au chant.
En 2005, elle sort Sweet Lovin' Ol'Soul qui est nommé  pour le W.C. Handy award et le Grammy award  dans la catégorie Blues traditionnel.

## Discographie

### En tant que leader
- Even Dozen Jug Band (1964)
- Jug Band Music (1964)
- See Reverse Side for Title (1965)
- The Best of Jim Kweskin & The Jug Band
- Garden of Joy (1967)
- Pottery Pie (1970)
- Sweet Potatoes (1972)
- Maria Muldaur (1973)
- Waitress In A Donut Shop (1974)
- Sweet Harmony (1976)
- Southern Winds (1978)
- Open Your Eyes (1979)
- Gospel Nights (1980)
- There Is A Love (1982)
- Sweet And Slow (1984)
- Transblucency (1986)
- Live In London (1987)
- On The Sunny Side (1990)
- Louisiana Love Call (1992)
- Jazzabelle (1994)
- Meet Me At Midnite (1994)
- Fanning The Flames (1996)
- Southland of the Heart (1998)
- Swingin' In The Rain (1998)
- Meet Me Where We Play The Blues (1999)
- Richland Woman Blues (2001)
- Animal Crackers In My Soup (2002)
- A Women Alone With The Blues (Remembering Peggy Lee) (2003)
- Sisters And Brothers (avec Eric Bibb & Rory Block) (2004)
- Love Wants To Dance (2004)
- 30 Years of Maria Muldaur: I'm A Woman (2004)
- Sweet Lovin' Ol'Soul (Old Highway 61 Revisited) (2005)
- Heart of Mine: Maria Muldaur Sings Love Songs of Bob Dylan (2006)
- Naughty, Bawdy, And Blue (2007)
- Live in Concert (2008)
- Yes We Can! (2008)
- Maria Muldaur & Her Garden of Joy: Good Time Music for Hard Times (2009)
- Maria Muldaur's Barnyard Dance: Jug Band Music For Kids (2010)
- Christmas at the Oasis (Live at the Rrazz Room) (2010)
- Steady Love (2011)
- ...First Came Memphis Minnie... A Loving Tribute (2012)
- Don't You Feel My Leg: The Naughty Bawdy Blues of Blue Lu Barker (2018)
- Let's Get Happy Together (2021)

### Autres participations
Jerry García Band
- Cats Under the Stars (1978, Arista)
- Pure Jerry: Warner Theatre, March 18, 1978 (2005, Jerry Made)
- Pure Jerry: Bay Area 1978 (2009, Jerry Made)
- Garcia Live Volume Four (2014, ATO)

Paul Butterfield's Better Days
- Better Days (1973, Bearsville) – on tracks 5, 7, and 8
- It All Comes Back (1973, Bearsville) – credited as "vocals", but no specific tracks given

Divers
- Wendy Waldman, Love Has Got Me (1973, Warner Bros.) – Background vocals on "Lee's Traveling Song"
- Linda Ronstadt, Heart Like a Wheel (1974, Capitol) – Harmony vocals on "Heart Like a Wheel"
- Wendy Waldman, Gypsy Symphony (1974, Warner Bros.) – Background vocals on "Come On Down"
- Linda Ronstadt, Prisoner In Disguise (1975, Elektra) – Harmonies/background vocals on "You Tell Me That I'm Falling Down"
- The Doobie Brothers, Stampede (1975, Warner Bros.) – Vocals on "I Cheat the Hangman"
- Elvin Bishop, Hog Heaven (1978, Capricorn) – on two songs
- Terry Robb, Stop This World (1996, Burnside BCD-0025)
- Johnny's Blues: A Tribute to Johnny Cash (2003, Northern Blues) – Muldaur contributes "Walking the Blues". The Johnny Cash version is on the album The Legend (Sun, 1970) and on The Essential Johnny Cash 1955–1983 (Legacy, 1992)
- Bill Kirchen, Word to the Wise (2010, Proper) – Vocals on "Ain't Got Time For the Blues".